# Wet op de Natiestaat
De Wet op de Natiestaat, voluit Basiswet: Israël als de Natiestaat van het Joodse volk (Hebreeuws: חוֹק יְסוֹד: יִשְׂרָאֵל—מְדִינַת הַלְּאוֹם שֶׁל הָעַם הַיְּהוּדִי), is een controversiële basiswet van Israël van 2018 die de staat Israël tot de natiestaat van het Joodse volk verklaart. 
Hij omschrijft de staatsvlag, het staatssymbool, het volkslied en de joodse rustdag en feestdagen. Het Hebreeuws wordt tot de enige officiële taal verklaard. Het Arabisch, dat voorheen naast het Hebreeuws eveneens formeel een officiële taal was, werd gedegradeerd tot een taal met een ongedefinieerde "speciale status". Jeruzalem, inclusief het bezette Oost-Jeruzalem, wordt als hoofdstad van Israël bevestigd.

## Voorafgaand
Al vanaf mei 2014 probeerde Benjamin Netanyahu door te drukken om bij wet vast te leggen dat Israël een staat voor alleen Joden is. Na verzoeningsakkoorden tussen Fatah en Hamas in april 2014 schortte hij de vredesbesprekingen op, en greep een incident in juni 2014 aan om op 8 juli een militaire operatie in de Gazastrook te beginnen. In zijn verkiezingscampagne probeerde hij de rechtse en religieus-nationalistische partijen aan zijn kant te krijgen. Op de laatste dag in maart 2015 verklaarde hij dat, als hij zou winnen er geen Palestijnse staat zou komen. Hij won met zijn Likoed-partij en vormde een nieuwe rechtse regering kabinet-Netanyahu IV waarin hij zelf tijdelijk meerdere ministersposten vervulde.

## Invoering
Tijdens deze 34e regering werd uiteindelijk de Wet op de Natiestaat in de Knesset aangenomen met 62 tegen 55 stemmen (met 2 onthoudingen). Op 19 juli 2018 trad hij in werking. Er waren tegelijkertijd ook nog twee andere (basis)wetten aangenomen die de rechten van Palestijnen op de bezette Westelijke Jordaanoever evenals hun mogelijkheden voor toegang tot Israëls Hooggerechtshof verder beperkten; een stap dichter bij annexatie door Israël.
Arabische Israëliërs gingen tegen dit wetsvoorstel in beroep bij het Israëlische hooggerechtshof. 
Op 8 juli 2021 oordeelde dit Hof echter, dat deze basiswet het joodse karakter van de staat versterkt en Israëls karakter als democratische staat niet aantast. Ook vond ze dat het uitroepen van het Hebreeuws als enige officiële taal niet discriminerend is ten opzichte van het Arabisch. Tien van de elf rechters hadden deze mening, terwijl de elfde, een Arabisch-Israëlische rechter, oordeelde dat de wet ongrondwettelijke elementen bevat die het hart van de democratische identiteit tenietdoen en de fundamenten van de constitutionele structuur aantasten.

## Werkingsgebied
De Wet op de Natiestaat is een basiswet, wat betekent dat hij een grondwettelijke status heeft. Hij definieert de identiteit en het karakter van Israël als joodse staat. Israël wordt er in omschreven als "de natiestaat van het Joodse volk", waarin de uitoefening van het zelfbeschikkingsrecht uniek is voor het Joodse volk. De Wet omschrijft het Land van Israël – dat in het traditionele spraakgebruik geheel historisch Palestina inclusief de door Israël bezette gebieden omvat – als "het historische thuisland van het Joodse volk". Jeruzalem, inclusief het bezette Oost-Jeruzalem, wordt als hoofdstad van Israël herbevestigd. 
Joodse symbolen als vlag, volkslied, Hebreeuwse kalender, sjabbat en joodse feestdagen worden vastgelegd. Het Hebreeuws is de enige officiële taal van de staat, terwijl het Arabisch, dat duizenden jaren de voertaal in de regio was en tot dan toe eveneens een officiële taal van Israël, wordt afgewaardeerd tot een taal met een niet nader omschreven "speciale status".
Israël wordt gedefinieerd als louter de staat van het Joodse volk, bestemd voor zelfbeschikking van alle joden in de wereld. De wet profileert Israël niet als staat van en voor al zijn burgers, maar als staat van en voor joden. In dit verband zei premier Benjamin Netanyahu in 2019 dat Israël "niet een staat voor al zijn inwoners is, maar alleen voor het Joodse volk". De zelfbeschikking voor de Palestijnse/Arabische bevolking (met name moslims, Druzen en christenen), die in het land zijn oorsprong heeft en 20% van de Israëlische bevolking uitmaakt, wordt niet in de wet genoemd. Nog geen maand eerder werd een voorstel voor een andere basiswet afgewezen zonder deze in behandeling te nemen. Hierin zou Israël wel worden omschreven als een land voor al zijn burgers, waarin joden en niet-joden gelijkwaardig zouden zijn. Een Knesset-lid noemde dat voorstel inherent racistisch omdat deze de Joodse natiestaat en het 'recht op terugkeer' zou opheffen.
De wet bevestigt de reeds bestaande politiek van onbeperkte openstelling van het land voor Joodse immigranten en noemt de ontwikkeling van Joodse vestiging een "nationale waarde" die wordt aangemoedigd en bevorderd. Doordat de wet noch rept over grenzen voor Israël noch voor "Joodse vestiging", kan de dubbelzinnige bepaling over "Jewish settlement" worden gebruikt als fundament onder verdere illegale ‘joodse’ kolonisering van Oost-Jeruzalem en de Westelijke Jordaanoever. Er wordt geen woord gewijd aan vestigingsrechten voor niet-joden.

## Kritiek
- Op 10 juli had voormalige president Reuven Rivlin nog aangedrongen op een amendement, zeggende "De Natiestaat-wet is slecht voor Israël en slecht voor de Joden".[10] Naderhand ondertekende hij uit protest de wet in het Arabisch.[11]
- De Palestijnse Autoriteit en Arabische burgers van Israël hekelden de wet als racistisch. Als niet-joden vinden zij dat deze wet vastlegt wat zij sinds de stichting van de staat Israël in 1948 ervaren, namelijk tweederangs burgers te zijn.[12]
- Honderden vooraanstaande en bekende Joodse schrijvers, artiesten en intellectuelen bekritiseerden de wet en protesteerden er tegen.[13]
- De beroemde pianist-dirigent Daniel Barenboim: "Deze racistische nieuwe wet doet me schamen Israëliër te zijn.".[14]
- Historicus en beroemd schrijver Yuval Noah Harari nam deel aan een protest op het Israëlische consulaat in Los Angeles.[15]